# Kójó Išikawa

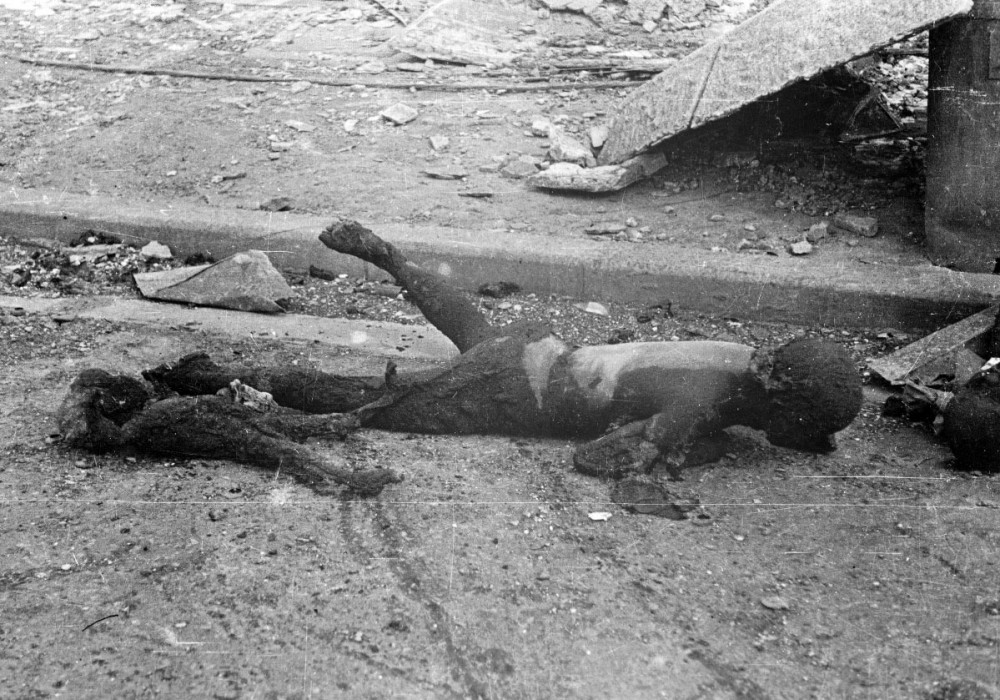
Oběti bombardování, ohořelé tělo ženy, která měla dítě na zádech, Tokio, 10. března 1945

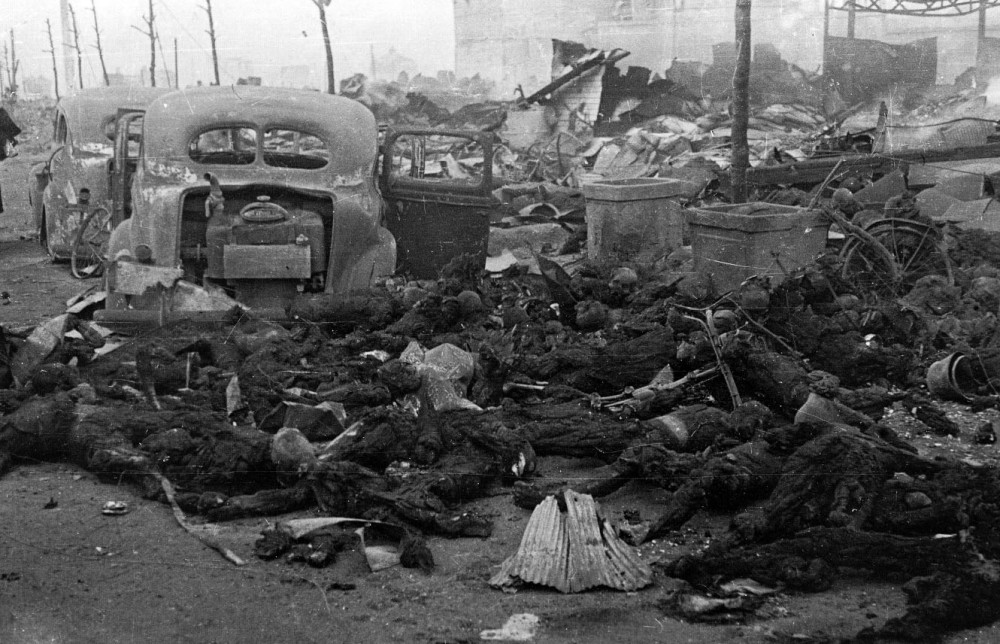
Ohořelé zbytky japonských civilistů po operaci Meetinghouse

Kójó Išikawa (石川 光陽, 5. července 1904, Prefektura Fukui – 26. prosince 1989) byl japonský policista a fotograf. Jako důstojník městské policie byl prakticky jediným člověkem, který na příkaz policejního superintendenta dokumentoval okamžité škody způsobené nálety na Tokio ve druhé světové válce. Navíc vše za přísných podmínek, které civilistům zakazovaly fotografovat válečné škody.

## Životopis
Narodil se 5. července 1904 jako syn Takedžiro Išikawy a jeho manželky v prefektuře Fukui. Během svého dětství se přestěhoval do Fukui, Numazu a Macumoto kvůli práci svého otce, který byl zaměstnancem JNR. V roce 1919 chtěl jeho otec, aby si otevřel fotografické studio, a tak odešel z Tokijské farmaceutické školy (nyní Tokijská farmaceutická univerzita) a začal studovat v Hačija Photo Studio u lektora Kudana v Tokiu. Po dvou letech učení otevřel se svým otcem fotografické studio v obci Macumoto. V roce 1924 jeho otec zemřel a v následujícího roce byl Išikawa přijat do armády a přidělen k 80. pěšímu pluku v Koreji.
Během období vojenské služby i po jejím skončení pronajímal fotografické studio ostatním lidem, ale stále žil se svými příbuznými v Tokiu. V roce 1927 byl přijat na oddělení metropolitní policie na doporučení policisty Osakiho, který se s ním seznámil.
Fotografoval často na oddělení městské policie, a dokud nezačal používat Leicu DIII (Leica III), kterou Išikawa později používal jako svůj oblíbený stroj, používal velkoformátový fotoaparát Ango na skleněné desky. Fotografoval také v případu incidentu 26. února 1936, kdy se vojáci dostali do ředitelství metropolitní policie. Policisté museli vyrovnat své zbraně na nádvoří policejního oddělení.
Bezprostředně po náletu B-25, který proběhl 18. dubna 1942, ho zavolal šéf policejní sekce Bunbe'e Hara (原 文兵衛), aby nálet fotografoval na rozkaz generála Nobujoši Saka (坂 信弥). Byla to velmi nebezpečná mise, ale Gwangyang stále fotografoval.
I během náletu v Tokiu 10. března 1945 zachytil katastrofu na 33 fotografiích. Po válce napsal:
Poté co jsem po zahájení náletu dorazil na policejní stanici Rjógoku (本所両国警察署, nyní policejní stanice Hondžo 本所警察署) jsem však nemohl fotografovat kvůli prudkému větru, kouři a jiskrám. Nemohl jsem udělat nic, abych fotografoval. Nešlo to. Schoval jsem fotoaparát a utíkal, zázračně přežil a po úsvitu fotografoval škody. Pokud jde o situaci v té chvíli. Nejtěžší bylo namířit fotoaparát na mrtvolu známého kolegy. Byla to tragédie. Ale musel jsem být nemilosrdný.

Poté Gwangyang pořizoval dokumentární záznam až do náletu 25. května. Existuje více než 600 dochovaných fotografií náletů pořízených Gwangyangem, včetně těch z Doolittlova náletu.
Během války bylo prakticky zakázáno pro širokou veřejnost fotografovat místo náletu, takže série fotografií pořízených Gwangyangem byla cenným obrazem škod způsobených náletem.

### Po válce
Po porážce začala okupace generálního velitele spojeneckých sil (GHQ). GHQ se dozvědělo, že na japonské straně neexistovaly žádné oficiální záznamy o náletech, ale brzy Gwangyang zjistil, že nálety fotograficky dokumentoval jako jediný. Gwangyang obdržel od GHQ příkaz k odevzdání negativů škod při náletu, ale tvrdohlavě tento rozkaz odmítal. Na druhé straně oddělení městské policie uvedlo: „Fotografie leteckého náletu osobně pořídil Gwangyang.“ GHQ věděla, že Gwangyang byl odhodlán nepodat negativy a vzdala se předložení negativu, a nakonec odevzdala fotografii s negativy. Gwangyang ho však nechal pohřbený ve své zahradě, aby zabránil tomu, aby se negativů zmocnilo GHQ. Jak Gwangyang chránil negativy před GHQ, bylo možné nechat je budoucím generacím ve formě „fotografie“, která vizuálně zachycuje tragédii náletu v Tokiu. Později Kójó vzpomínal na tuto dobu: „Opravdu nechci fotografovat válku.“
Po válce působil jako policista až do roku 1963 a zemřel ve věku 85 let v roce 1989.

## Galerie

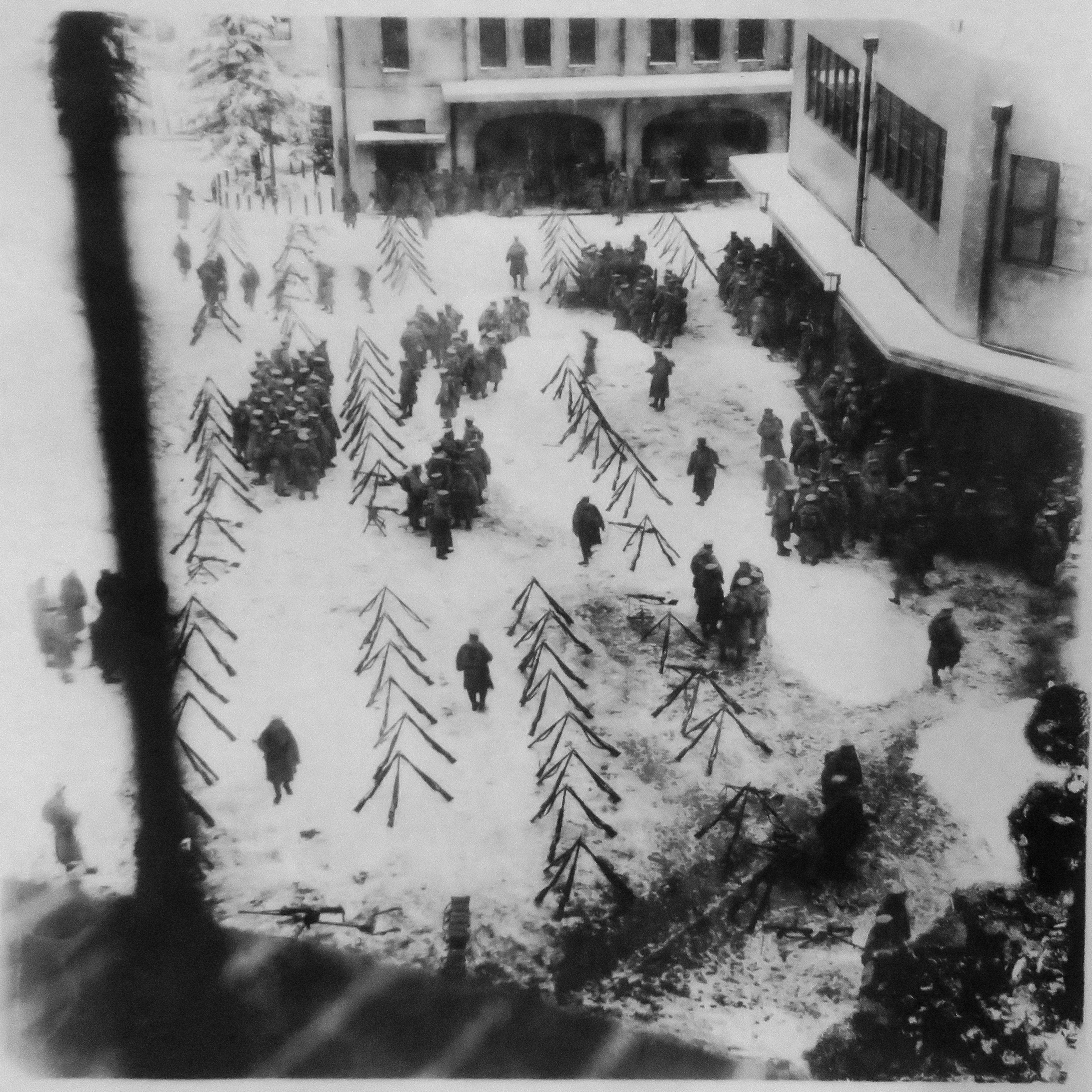
Incident 26. února, na policejním oddělení
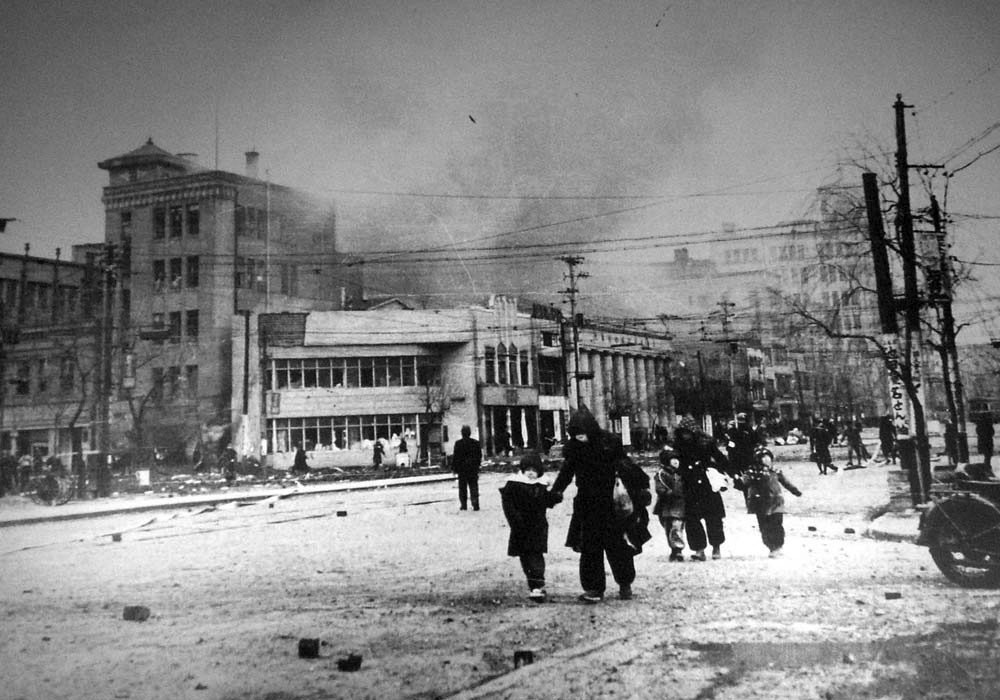
Evakuace během bombardování, Tokio, 27. ledna 1945
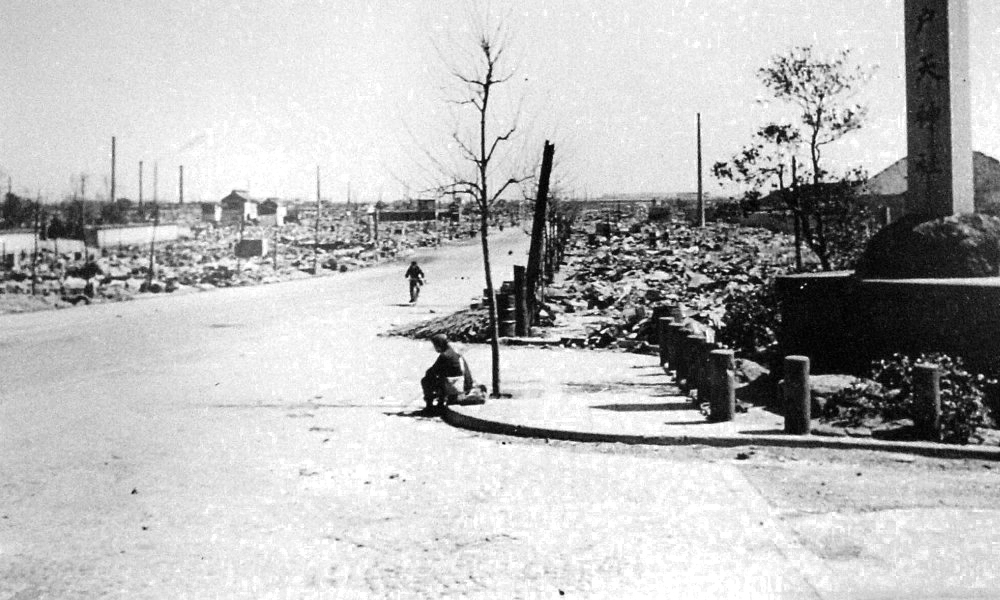
Město v troskách po bombardování
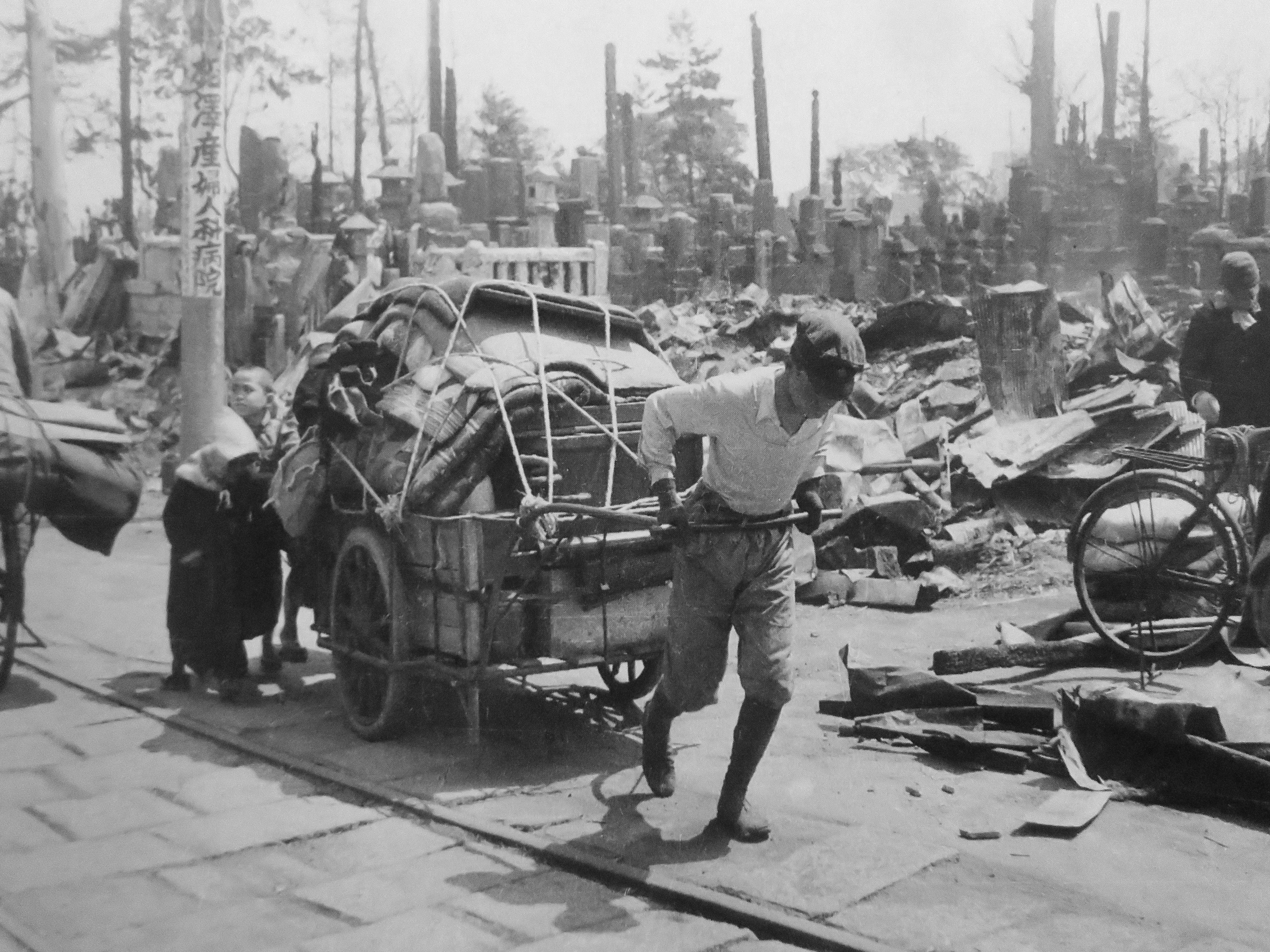
Město v troskách po bombardování
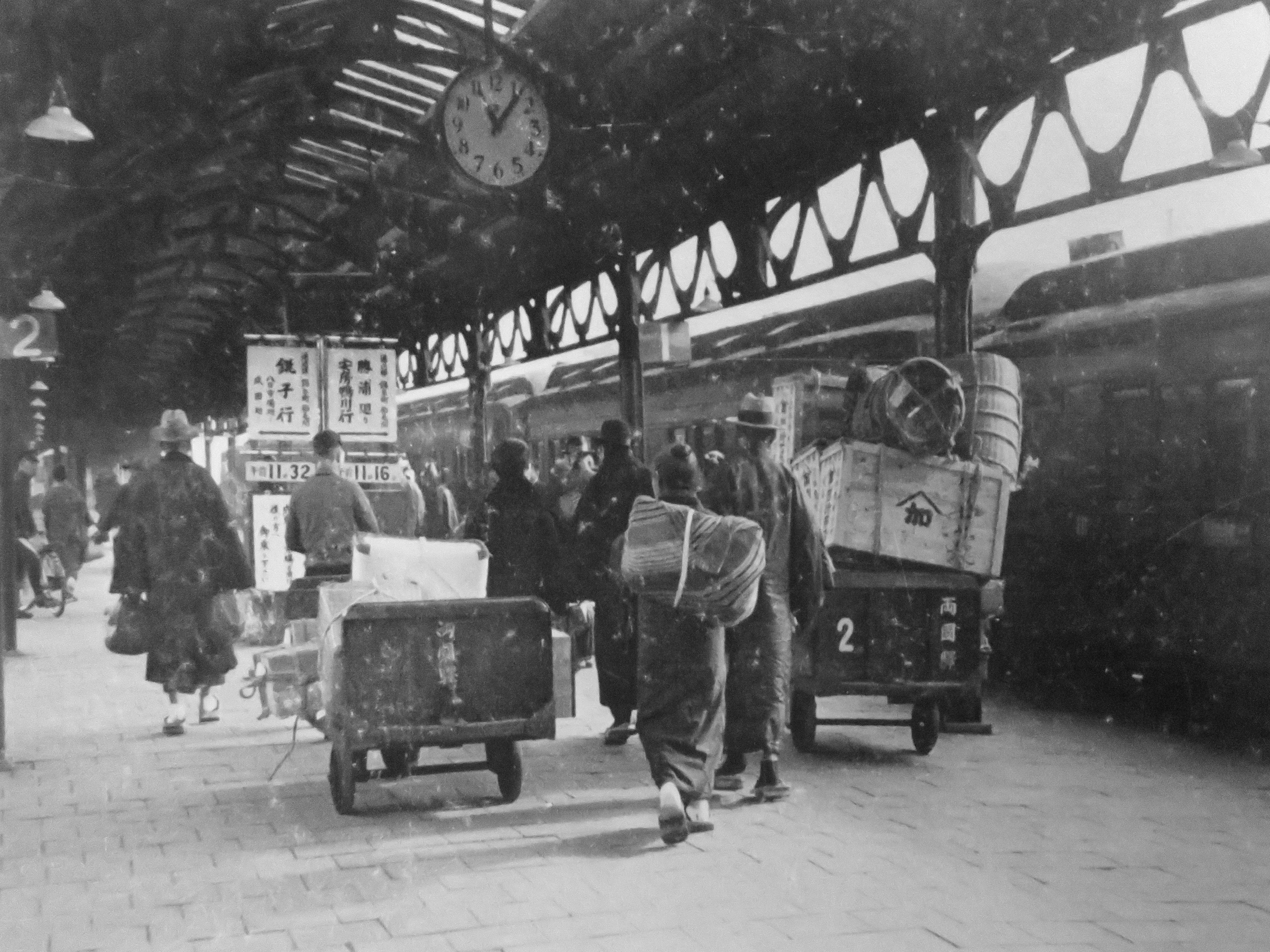
Železniční stanice Rjógoku, 1935
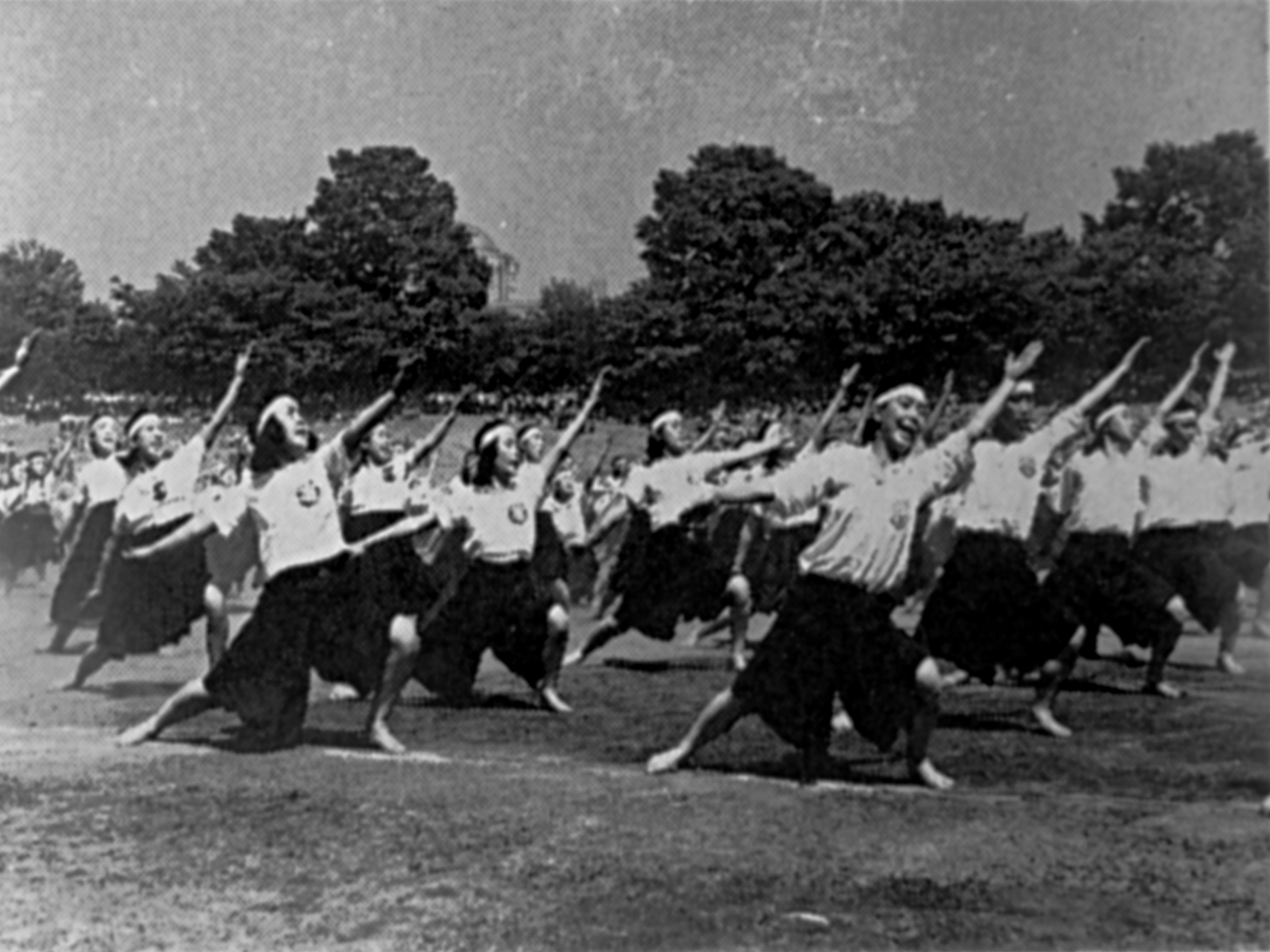
Sangjo Senši Taiikusai, 1940
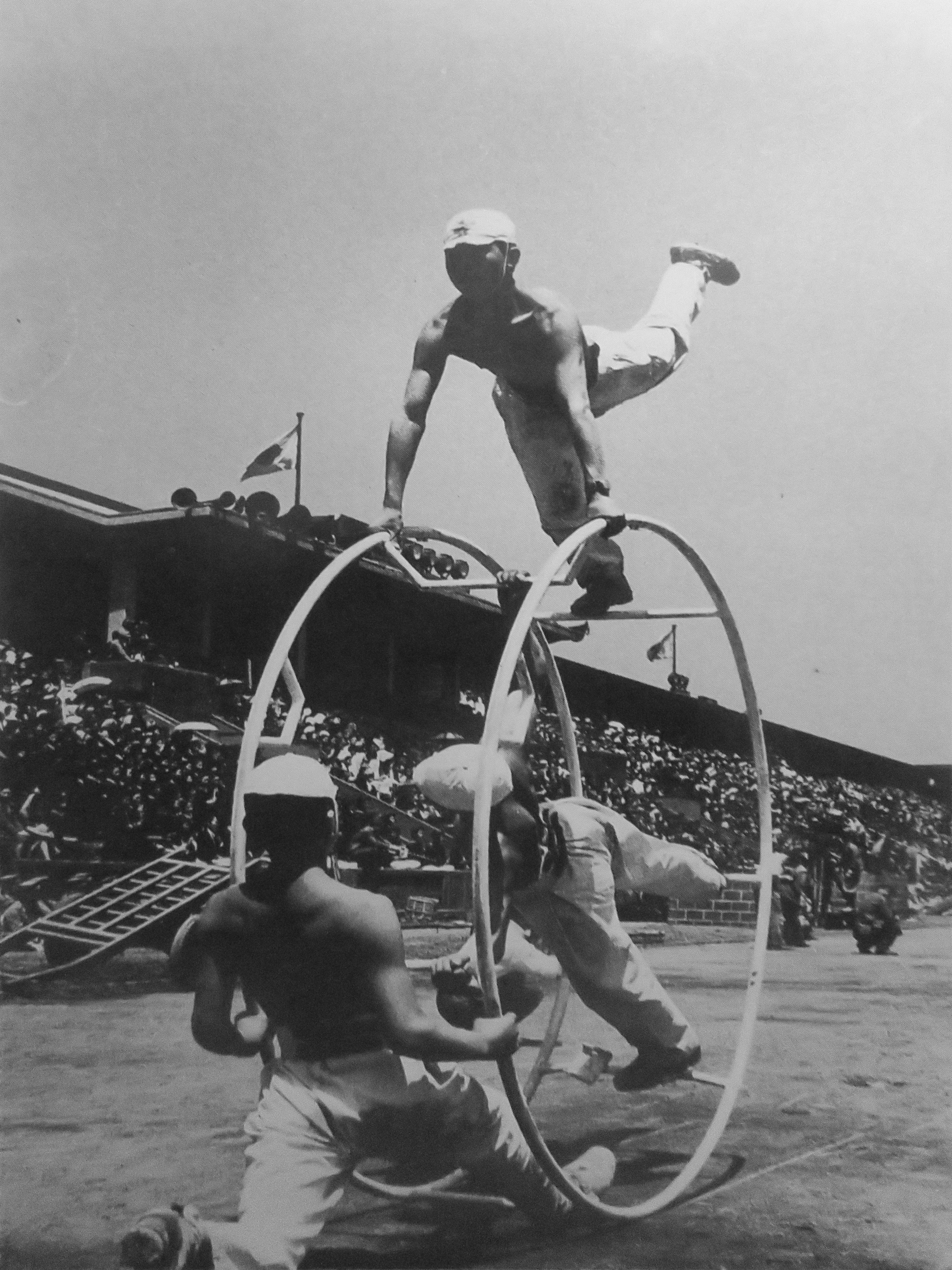
Sangjo Senši Taiikusai, 1940
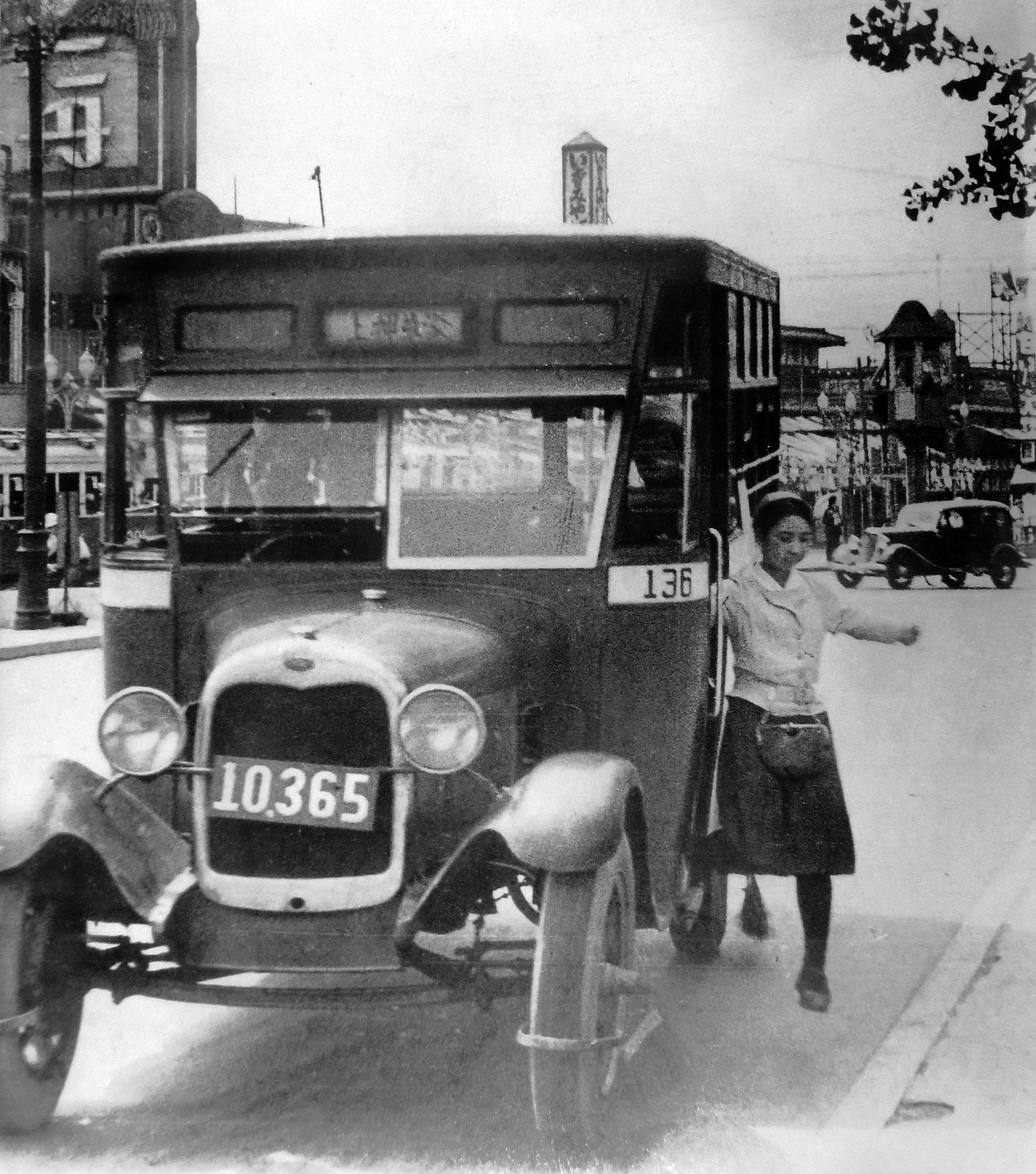
Autobus Tokio Noriai Džidóša, 1934